# Lucia Witbooi
Lucia Witbooi (Gabes, 21 de marzo de 1961) es una política namibia que es la cuarta y actual vicepresidenta de Namibia bajo la presidencia de Netumbo Nandi-Ndaitwah desde el 22 de marzo de 2025. Miembro de la SWAPO, Witbooi fue elegida para la Asamblea Nacional de Namibia en las elecciones generales de 2009. 
Antes de entrar en la Asamblea Nacional, Witbooi fue profesora en Gibeon, región de Hardap. Estudió en la Escuela Secundaria Suiderlig en Keetmanshoop y trabajó en la administración del bantustán de Namalandia.